# Clan Ina
Le clan Ina (伊奈氏, Ina-shi) est une famille japonaise de samouraïs qui descend de Minamoto no Tsunemoto (894-961) des Seiwa-Genji.

## Histoire
Le nom original de la famille est « Arakawa » mais le clan commence à s'appeler lui-même « Ina » lorsqu'il déménage dans la région d'Ina de la province de Shinano dans l'actuelle préfecture de Nagano. Ce transfert est ordonné par le shogunat Ashikaga au XVe siècle.
En 1590, Ina Tadatsugu est établi dans la province de Musashi au domaine de Komoro avec 13 000 koku de revenus. Après la bataille de Sekigahara en 1600, la valeur du han est augmentée à 20 000 koku. Cependant, le clan en est dépossédé en 1613 en raison de l'implication de son fils, Ina Tadamasa, dans un complot organisé par Ōkubo Nagayasu.
Le clan est hatamoto jusqu'à l'ère Meiji.

## Quelques membres du clan
- Ina Tadatsugu
- Ina Tadamasa

## Source de la traduction
- (en) Cet article est partiellement ou en totalité issu de l’article de Wikipédia en anglais intitulé « Ina clan » (voir la liste des auteurs).